# Tatiana Echeverri Fernández
Tatiana Echeverri Fernández (San José, 1974) es una artista costarricense que vive y trabaja en Berlín. 
Sus obras abarcan diferentes disciplinas, entre ellas instalaciones, esculturas y performance. Vivió en Alemania, donde fue alumna de la Academia de Artes de Düsseldorf , antes de trasladarse a Inglaterra para estudiar en el Royal College of Art, Londres. Ha expuesto de forma individual y colectiva desde 2000 a lo largo de Alemania y el Reino Unido.
Está representada por la Galería Carl Freedman en Londres.
En 2010 obtuvo el premio de Arte del Studio East Westfield en Stratford., con unas esculturas de cerámicas apiladas en columna.